# Faceci w bieli
Faceci w bieli (ang. Men in White) – amerykański film komediowy z 1998 roku. Oparty został na filmie Faceci w czerni (1997).
Film jest emitowany w Polsce za pośrednictwem telewizji Jetix/Disney XD (wersja z dubbingiem), a także Polsat (wersja z lektorem). Wcześniej film można było oglądać na Jetix Play.

## Fabuła
Dwóch śmieciarzy zostaje porwanych przez kosmitów, w celu zrobienia na nich eksperymentów. Ich życie diametralnie się zmienia, gdyż stają się oni liderami międzynarodowego frontu walki z kosmitami.

## Obsada
- Thomas F. Wilson – Ed Klingbottom
- Karim Prince – Roy Dubro
- M. Emmet Walsh – Stanley
- Brion James – Generał
- Wigald Boning – Stragemeister
- Ben Stein – Sam siebie
- George Kennedy – Generał Vice
- Donna D’Errico – Sekretarz prasowy
- Barry Bostwick – Prezydent
- John Bishop – G-Man
- Melissa Rivers – Reporterka
- Michael Reardon – Spock
- Paul Di Franco – Generał Pandemonium
- Bobby Edner
- Carlos Bernard

## Wersja polska
Wersja polska: IZ-Text Katowice

Dialogi polskie: Wojciech Dyczewski

Redakcja: Wojciech Zamorski

Reżyseria: Ireneusz Załóg

W polskiej wersji wystąpili:
- Anna Kadulska – sekretarz prasowy
- Grzegorz Przybył – 
  - Roy Dubro,
  - Bob
- Wiesław Kupczak – Ed Klingbottom
- Zbigniew Wróbel –
  - doktor Strangemeister,
  - człowiek w głowie Strangemeistera
- Zbigniew Wunsch – śpiewacy Strangemeistera
- Krystyna Wiśniewska –
  - druhna,
  - reporterka
- Wiesław Sławik – 
  - Stanley,
  - pułkownik Snyder
- Mirosław Neinert – 
  - Glaxxon,
  - generał Vice
- Dariusz Stach –
  - kosmita #1,
  - ratownik
- Tomasz Śliwiński – 
  - prezydent Smith,
  - kosmita #2,
  - głos statku kosmicznego
- Anita Sajnóg – inna reporterka
- Ireneusz Załóg –
  - generał Pandemonium,
  - facet w czerni,
  - reporter telewizyjny,
  - reporter

Lektor: Ireneusz Załóg